# Город

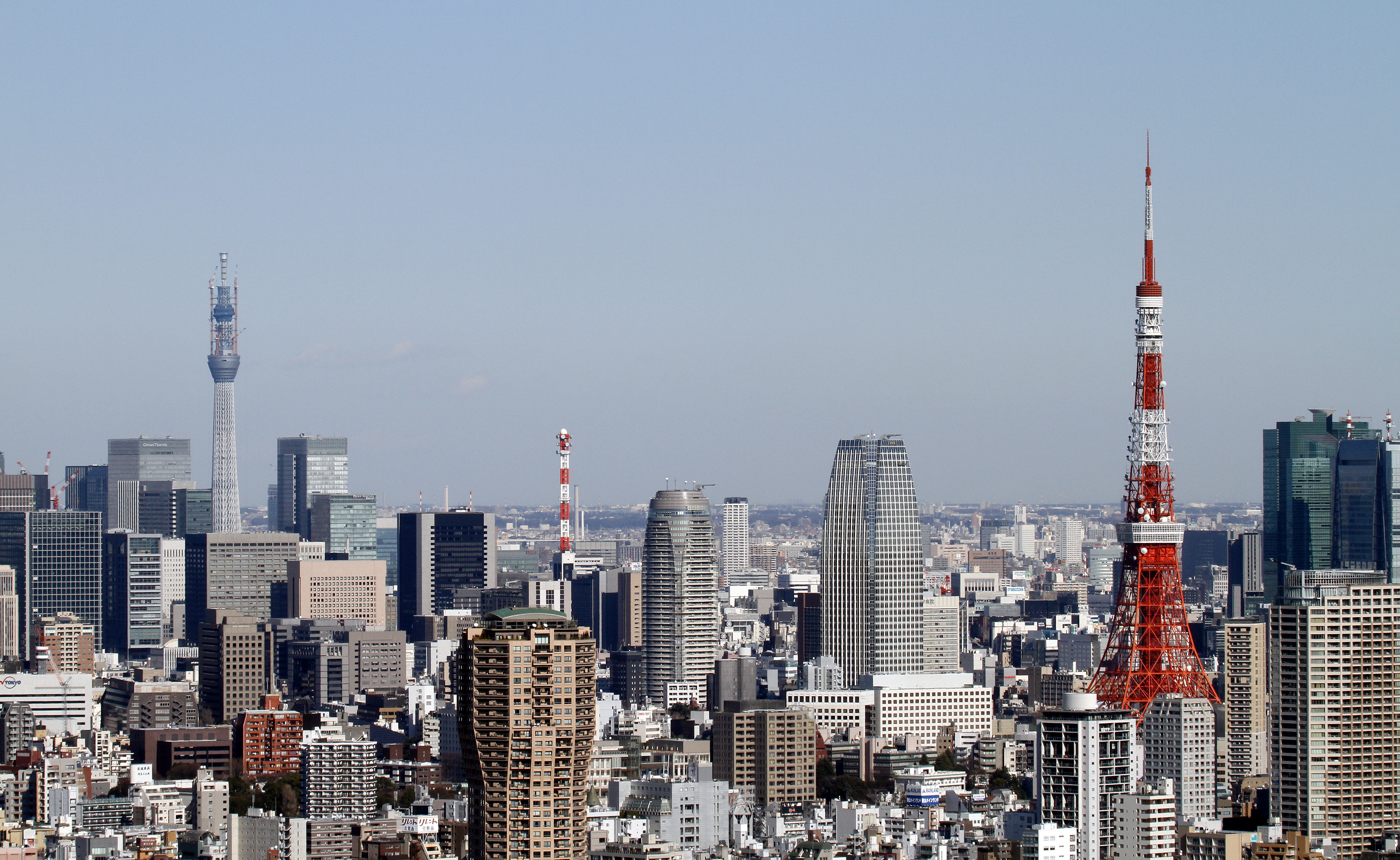
Токио, Япония

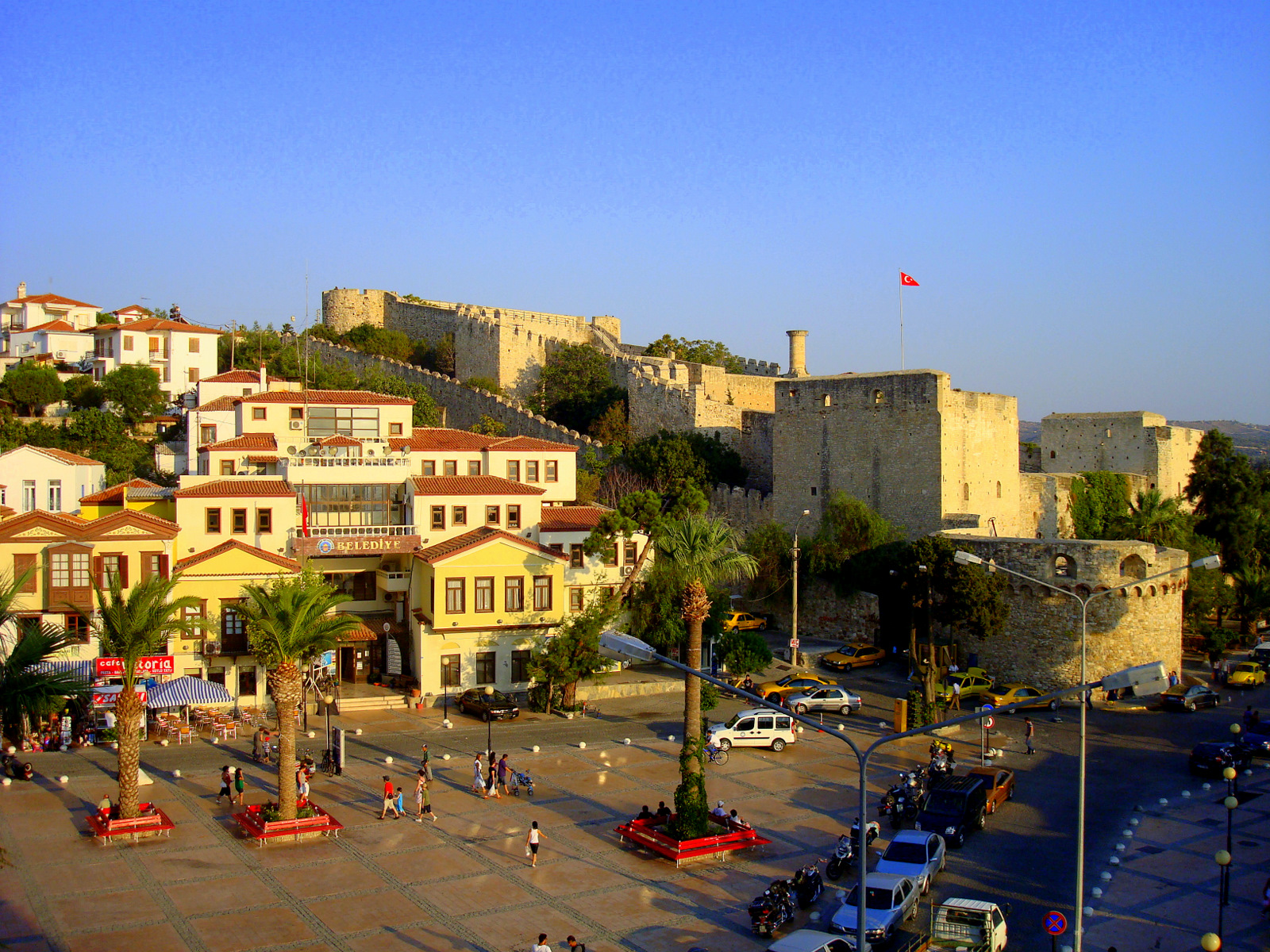
Чешме, Турция

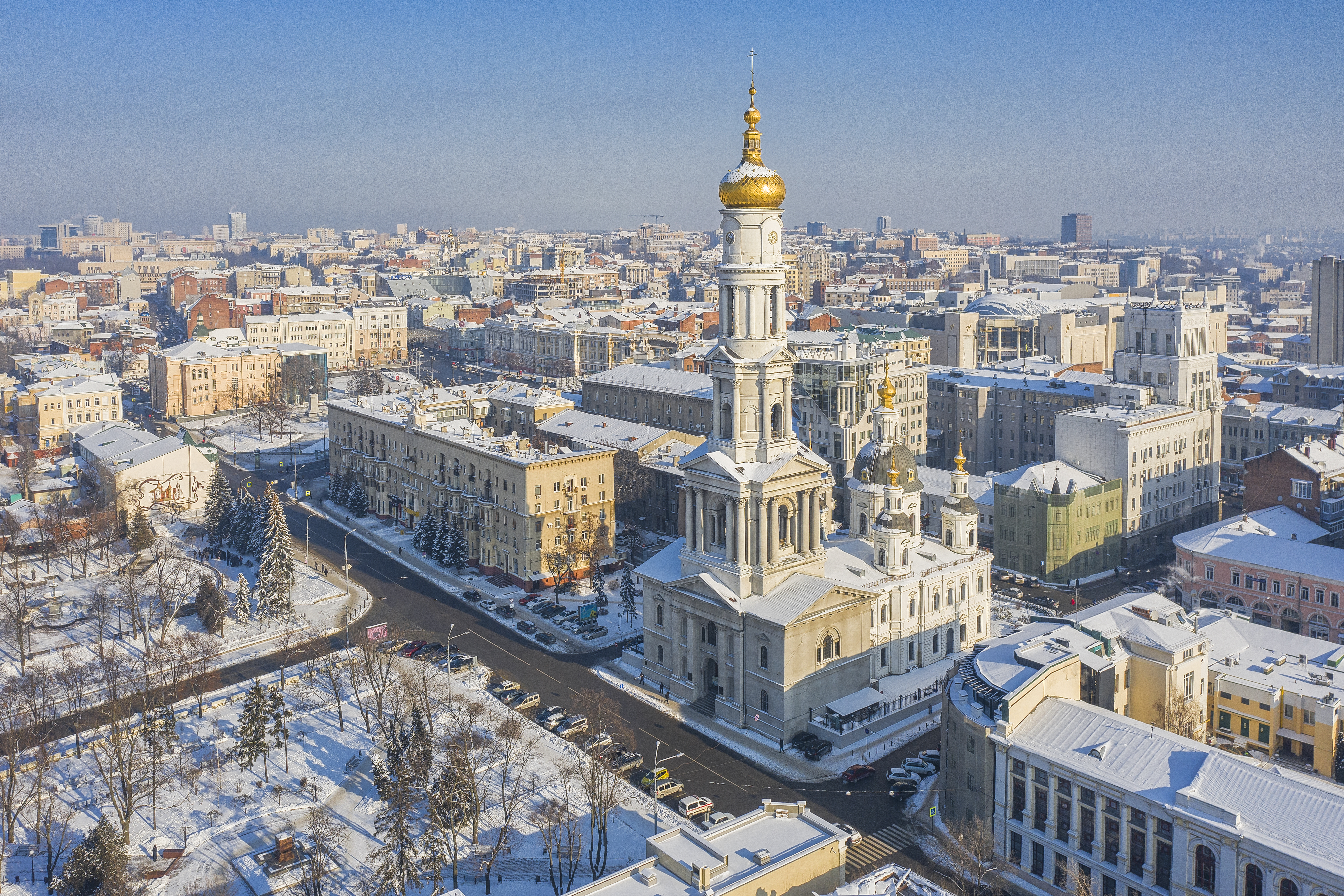
Харьков, Украина

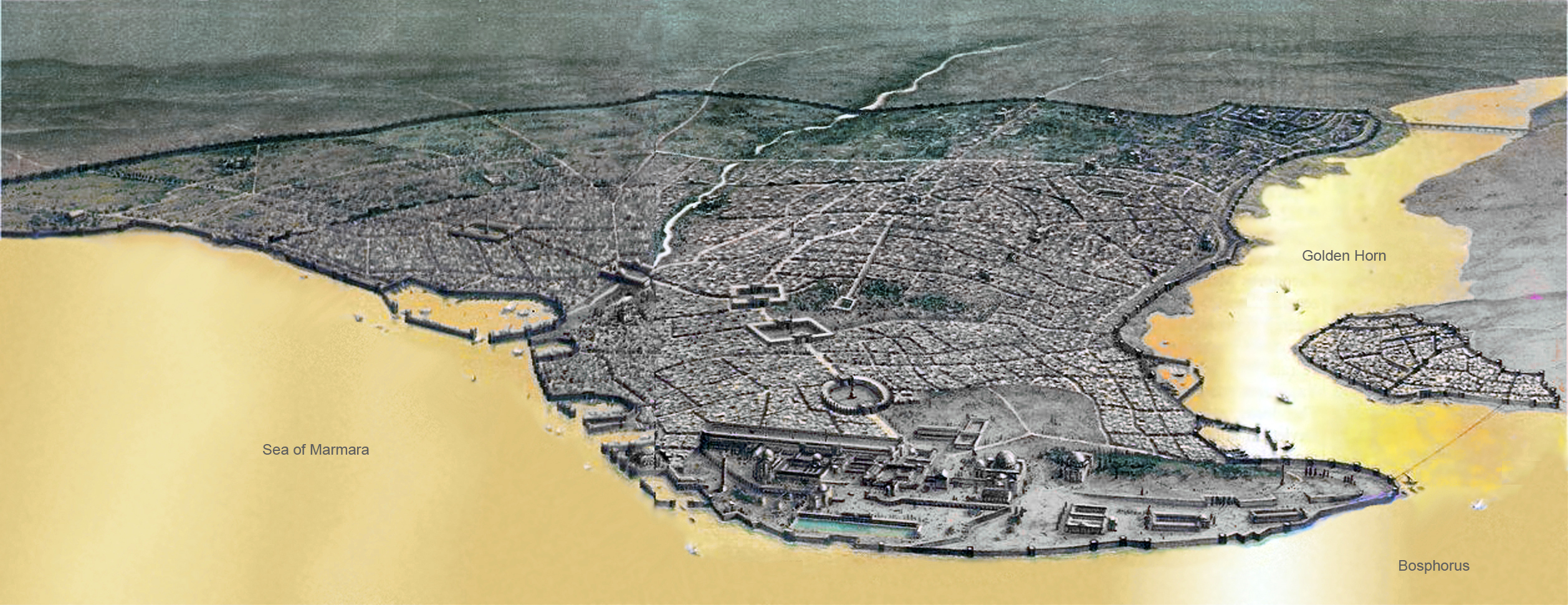
Константинополь (ныне — Стамбул), самый большой и самый богатый город в Европе в IX—XII веках

Го́род — населённый пункт, имеющий соответствующий статус с учётом численности населения, характера занятий его жителей, географического, экономического, исторического и культурного значения. Порядок отнесения населённого пункта к категории города может различаться в разных государствах и устанавливается, как правило, законодательным путём. Самым частым критерием отнесения населённых пунктов к городам выступает численность населения: обычно пороговое значение составляет 1–9 тысяч человек, но в отдельных случаях оно может быть как 100 человек, так и 500 тысяч.
Исторически термин происходит от наличия вокруг поселения оборонительной ограды — вала или стены. В Древней Руси городом называлась сама оборонительная ограда, а впоследствии всякое место, окружённое такой оградой. Города служили центром развития искусства и ремёсел, технических достижений.
Разрастаясь, города образуют городские агломерации. Особенно значительную роль для стран и континентов играют столицы, а также города-миллионники или агломерации-миллионеры (имеющие численность населения более 1 миллиона человек), в том числе мегалополисы и глобальные города. В городах проживает более половины населения мира.
Изучением правильного устройства города занимается специальная дисциплина — градостроительство, которая изучает законы и правила устройства городов. Градостроительство родилось в недрах архитектуры, но со временем города стали большими, и для их планирования стали нужны дополнительные знания — о гигиене, экономике, экологии, транспорте и многом другом.

## История

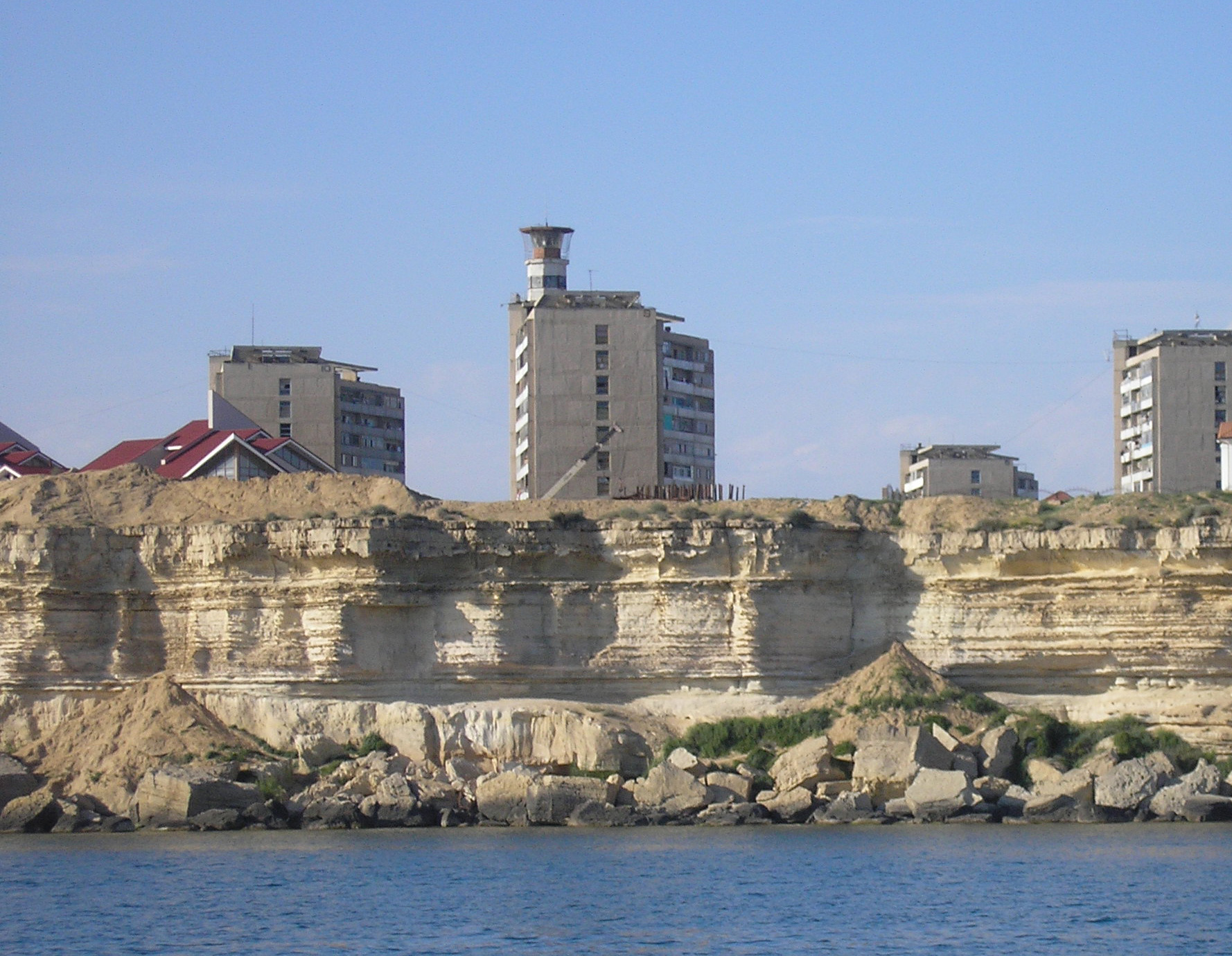
Актау, Казахстан

По традиции историю населённых пунктов нередко ведут с момента их первого упоминания в письменных источниках. За период существования города может неоднократно меняться его статус и название. Известно множество древних и средневековых городов, открытых археологами. На территории некоторых построены новые города, а некоторые имеют непрерывную историю по сей день.

### Города Древнего мира

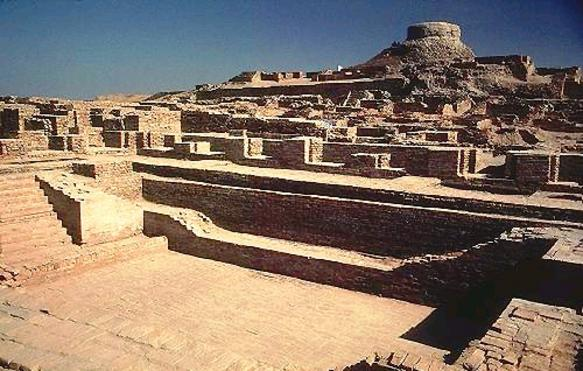
Раскопанные археологами развалины Мохенджо-Даро

К первым протогородам относят неолитические поселения VII—IV тысячелетий до н. э.: Иерихон, Чатал-Хююк и др.
Примерно с 5-го тысячелетия до н. э. распространяются крупные территориальные центры от Дуная в сторону будущей Греции и Днепра.. 4-м—3-м тысячелетиями до нашей эры датируются известные в мире древние территориальные центры: в Древней Месопотамии — Ур, Урук, Ницер, Шуруппак, Сиппар, Эреду, Бад-тибира, Ларак, Киш; Египте — Мемфис, Фивы; Индии — Мохенджо-Даро, Хараппа; Греции — Спарта, Афины.
Историю европейских городов начинают с VIII—VII веков до н. э.: Гадес (Испания), Массилия (Франция), Рим (Италия), Ольвия, Пантикапей (Керчь, Крым) и тому подобные, в ту же эпоху развивались города на Кавказе: Поти, Кутаиси (Грузия), Сухум (Республика Абхазия), Ереван (Армения). В VI-V веках до н. э. появляются Фанагория, Гермонасса, Танаис и другие античные города на территории нынешней России. Ранние города были тесно связаны с промыслами и сельским хозяйством, так как нередко и создавались оседлыми земледельцами и скотоводами. Эту связь малые города сохраняют во многих странах и ныне, имеет тягу к сельскохозяйственному труду и часть населения крупных городов.

### Города Средневековья

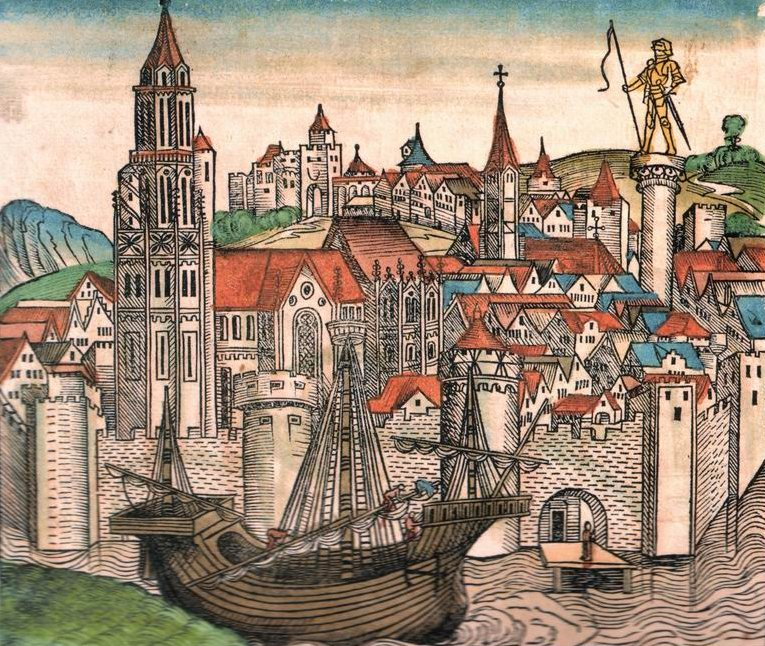
Париж в XV веке

Средневековые города с V века н. э., как показывает история Рима, Константинополя, Херсонеса (Севастополь, Крым) и многих других больших и малых территориальных центров, во многом продолжали сложившиеся ещё в античности тенденции традиционного общества. В XI—XII веках наиболее крупные города Европы: Венеция, Флоренция, Рим, Париж, Лондон, Кёльн, Киев и другие (подробнее см. самые большие города мира в истории).
Города нередко разрастались на месте оборонительных укреплений (замков, крепостей и т. п.) и вокруг них. Это отражает и этимология: «город» (в церковнославянском «градъ») дословно означает огороженное, защищённое место (сравните польское gród — крепость). Скандинавское название Руси «Гардарики» составное и означает «государство городов», где garđ- происходит от того же индоевропейского корня — «городить», «огораживать». Изначально люди предпочитали селиться вокруг городов, так как они имели возможность при необходимости укрыться за их стенами от врагов.

### Развитие городов в Западной Европе и США в XIX—XX веках

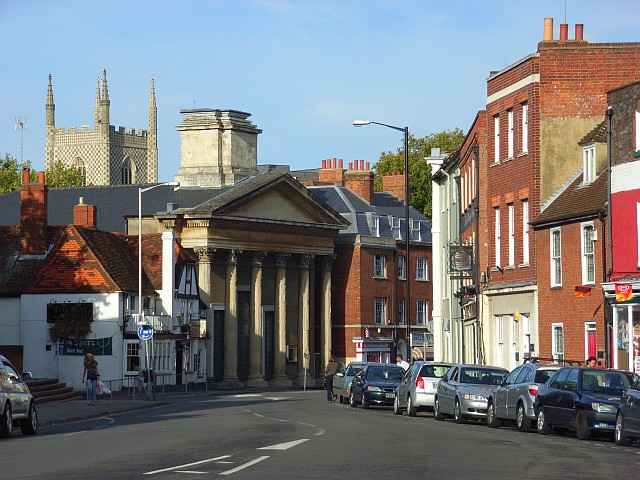
Рединг, Англия

Стремительный рост городов в XIX веке был вызван промышленной революцией. В пригородах крупных городов сначала проживали представители беднейших слоёв. Однако уже в XIX веке благодаря развитию железнодорожного транспорта в Европе и США появились престижные пригороды крупных городов, где селились весьма богатые семьи.
Бурная субурбанизация началась в США после Второй мировой войны. Предпосылкой для переезда населения в пригороды стало увеличение количества личных автомобилей и развитие дорожной сети, включая скоростные магистрали. При этом в центрах больших городов в США стало скапливаться малоимущее население, проживающее в ветшающих многоквартирных домах.
Субурбанизация привела к появлению городских агломераций (англ. metropolitan areas). Самая большая в мире по площади городская агломерация — это агломерация Нью-Йорка, расположенная на территории трёх штатов. Самая большая по населению агломерация — это регион вокруг Токио, где проживают 35 млн человек.
Отличие городских агломераций Европы от США и Канады заключается в том, что пригороды крупных городов в Европе обычно были небольшими самостоятельными городами или деревнями, которые превратились в спальные районы, откуда жители ежедневно отправляются на работу в ближайший крупный город.

### Города в развивающихся странах в XX—XXI веках

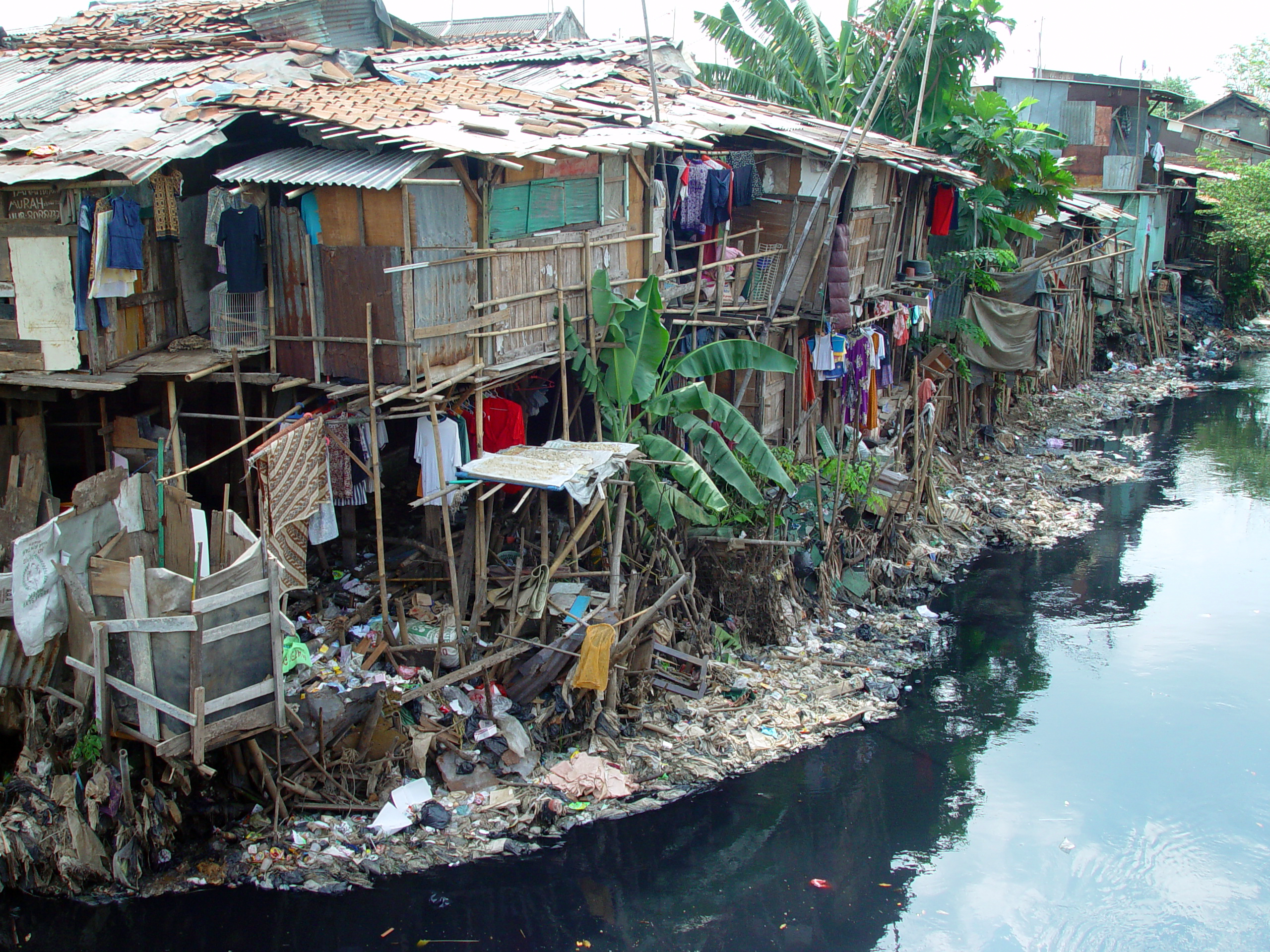
Трущобы в Джакарте

Многие развивающиеся страны отличаются высокими темпами урбанизации. В этих странах происходит формирование многомиллионных городских агломераций (например, Мехико, Буэнос-Айрес, Сан-Паулу, Рио-де-Жанейро, Калькутта, Мумбай и др.). Но приток сельского населения в города, как правило, сильно опережает рост потребности в рабочей силе, и урбанизация увеличивает количество безработных и полубезработных, расширяет городские районы трущоб (ложная урбанизация).

### Плановые города

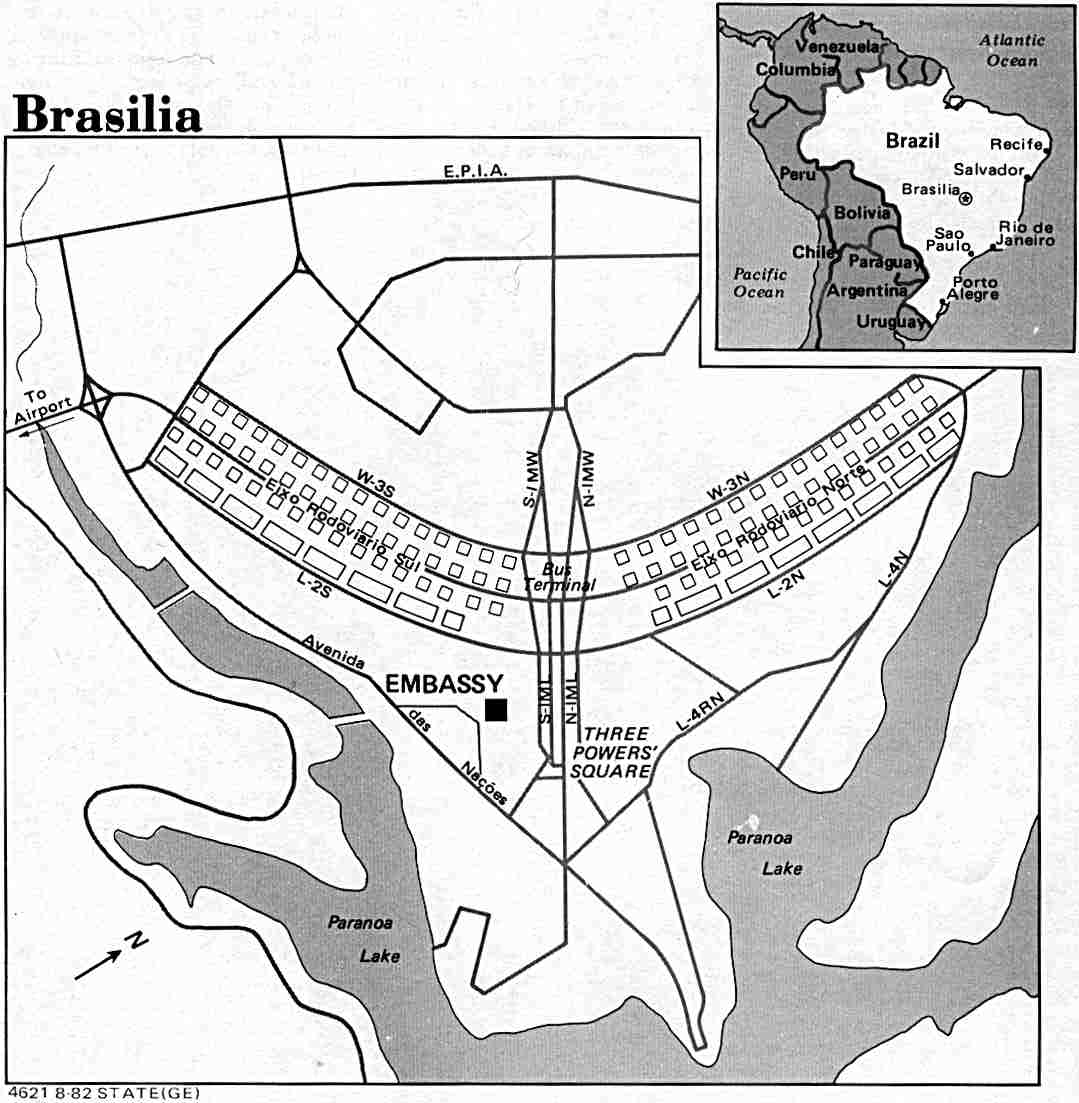
Принятый план строительства города Бразилиа

В XX веке в различных странах, обычно в связи с добычей полезных ископаемых в труднодоступных или неблагоприятных для проживания большого количества людей регионах, стали планомерно строиться города при непосредственном участии государства, частного капитала крупных концернов или же их совместными усилиями.
В 1960-е годы столица Бразилии была перенесена в специально построенный для столичных функций новый город Бразилиа на малоосвоенном западе страны.
Зачастую построенный по единому плану новый город прилегает к уже существующему традиционному поселению, то есть фактически представляет собой узкоспециализированный город-спутник. Задача таких городов в основном сводится к разгрузке крупных агломерационных центров. Новый город включает в себя торговый и развлекательный центр города, жилые и промышленные районы.

### Динамика развития
С наступлением индустриальной эпохи население городов повсеместно стремительно увеличивается, так как многие жители из деревень стремятся перебраться в крупные города ради комфортабельных жилищ и более высоких зарплат.
В XIX веке рост промышленных городов стал массовым, однако именно XX век считается веком урбанизации. Об этом свидетельствуют нижеследующие данные:
в 1900 году в городах проживало 13 % населения, а к 2000 году — уже 47 %. В настоящее время в городах проживает уже более половины жителей планеты.
В России (на начало 1994) городское население составляло 108,5 млн человек, или 73 % всего населения.
| Год                | Число жителей городов | Число жителей городов от общего населения Земли |
| ------------------ | --------------------- | ----------------------------------------------- |
| 1900               | 220 млн               | 13 %                                            |
| 1950               | 736,796 млн           | 29,1 %                                          |
| 1960               | 996,298 млн           | 32,9 %                                          |
| 1970               | 1331,783 млн          | 36 %                                            |
| 1980               | 1740,551 млн          | 39,1 %                                          |
| 1990               | 2274,554 млн          | 43 %                                            |
| 2000               | 2853,909 млн          | 46,6 %                                          |
| 2005               | 3164,635 млн          | 48,6 %                                          |
| 2015               | ~ 4 млрд              |                                                 |
| 2050 (прогноз ООН) | 6,3 млрд              | 66 %                                            |

В 1950 году насчитывалось 83 города с населением, превышающим 1 миллион жителей. В 2000 — 411. В 2010 — более 800. В 2020 году в мире насчитывалось 468 городов с населением более одного миллиона жителей.
В 2000 году насчитывалось 18 городов с населением более 10 миллионов жителей. В 2005 — 20 (кроме того, 22 города с населением 5—10 млн человек, 370 — 1—5 млн, 433 — от 500 тысяч до 1 млн). На апрель 2010 года их количество составляет 23.
Исследователи утверждают, что, если существующая тенденция продолжится, то население городов будет удваиваться каждые 38 лет.
В Европе 50 % городского населения проживает в небольших городах (5—10 тысяч человек) и по 25 % в городах с 10—250 тысяч человек и в городах свыше 250 тысяч человек.
В настоящее время все города занимают не более 1 % площади суши.

## Демография городов
В Средние века среди семей горожан при высокой рождаемости в живых оставалось не больше 2-3 детей. В большинстве же семей во младенческом и детском возрасте выживало 1-2 ребёнка. В Арле в 1340—1440 годах среднее число детей в семье было не больше двух, а с конца XIV века число детей в семье начало уменьшаться. В Тулузе в первой половине XV века в среднем на каждого завещателя приходилось ко времени его смерти от двух до трёх живых детей. В Нюрнберге в середине XV века в одной семье вырастало в среднем менее двух детей — 1,64; во Фрейбурге — 1,74, в Ипре — 2.
В испанских городах с 1510 по 1840 год и с 1850 по 1859 годы в целом по суммированию показателей Мадрида, Барселоны, Гранады, Вальядолида, Севильи и Кадиса наблюдался отрицательный естественный прирост (число родившихся было меньше числа умерших), который компенсировался внешней миграцией.
В средневековой Германии в городах на каждый брак приходилось 3,5 рождения, а в сельской местности рождаемость была выше: в нескольких сельских приходах округа Тольц в первой половине XVII века на 327 ежегодных рождений приходилось 63 брака — иными словами, 5,2 крещения на брак.
Ранее специалисты считали, что в городах в целом и особенно в крупных городах в частности уровень рождаемости ниже среднего по странам. Однако недавние исследования показали, что только в развивающихся странах рождаемость в городах всегда ниже рождаемости в сельской местности. При этом в экономически самых развитых государствах уровень рождаемости во многих крупных городах выше средних значений по стране.
В 1859—1863 годах рождаемость в российских городах составляла 45,9 ребёнка на 1000 жителей, а в деревнях — 50,9 ребёнка на 1000 жителей — в 1,1 раза больше. В 1909—1913 годах рождаемость в российских городах составляла 33,9 ребёнка на 1000, а в деревнях — 44,3.
С поколений, родившихся в середине 1920-х годов, и до поколений конца 1940-х падение рождаемости продолжалось более медленными темпами и только у городского населения. У сельского населения падение рождаемости остановилось у поколения, которое родилось в середине 1920-х годов и возобновилось с 1930-х годов.
Если в 1960—1980-е годы коэффициент суммарной рождаемости на селе был выше «городского» примерно на 1 ребёнка, то в 2001—2006-е годы — только на 0,4. В 2007 году сильное увеличение данного коэффициента было зарегистрировано в сельских поселениях — почти на 0,2 (с 1,611 до 1,798), тогда как в городских поселениях — менее, чем на 0,1 (с 1,199 до 1,283). В 2008 году рост коэффициента суммарной рождаемости замедлился, увеличившись примерно одинаково и в городе, и на селе (соответственно, до 1,366 и 1,894). Различие коэффициента суммарной рождаемости сельского населения над городским превысило 0,5.
По данным Росстата, среднероссийский коэффициент суммарной рождаемости составляет 1,75, в городах — 1,59, в сельской местности — 2,34.

## Современные города
В 1980-х годах в мире насчитывалось около 220 городов-миллионеров.
У многих крупных городов возникают города-спутники. Часто города и города-спутники объединяются, образуя агломерации, которые могут быть объединены в мегалополисы.

## Города в России

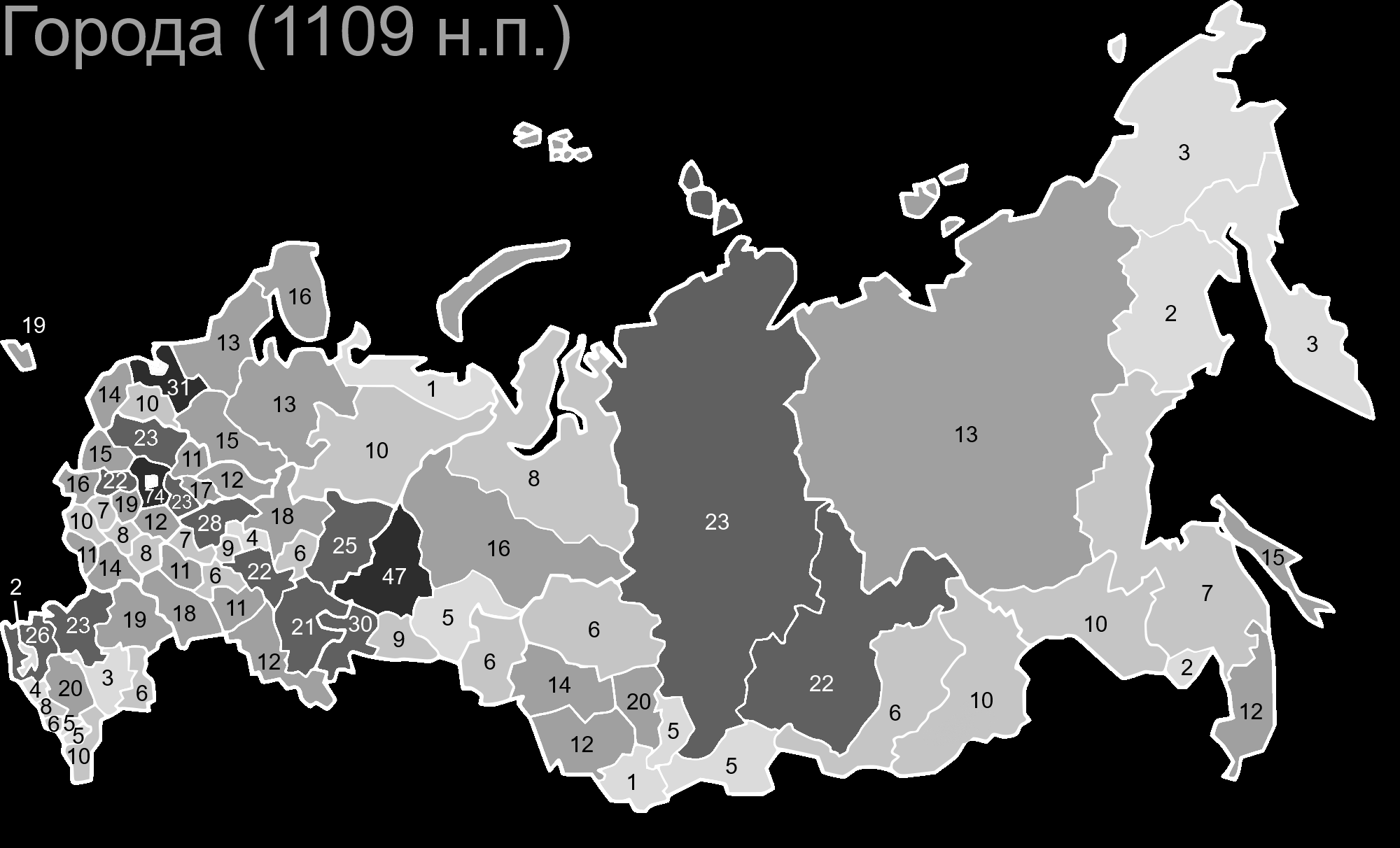
Количество городов в России по субъектам РФ

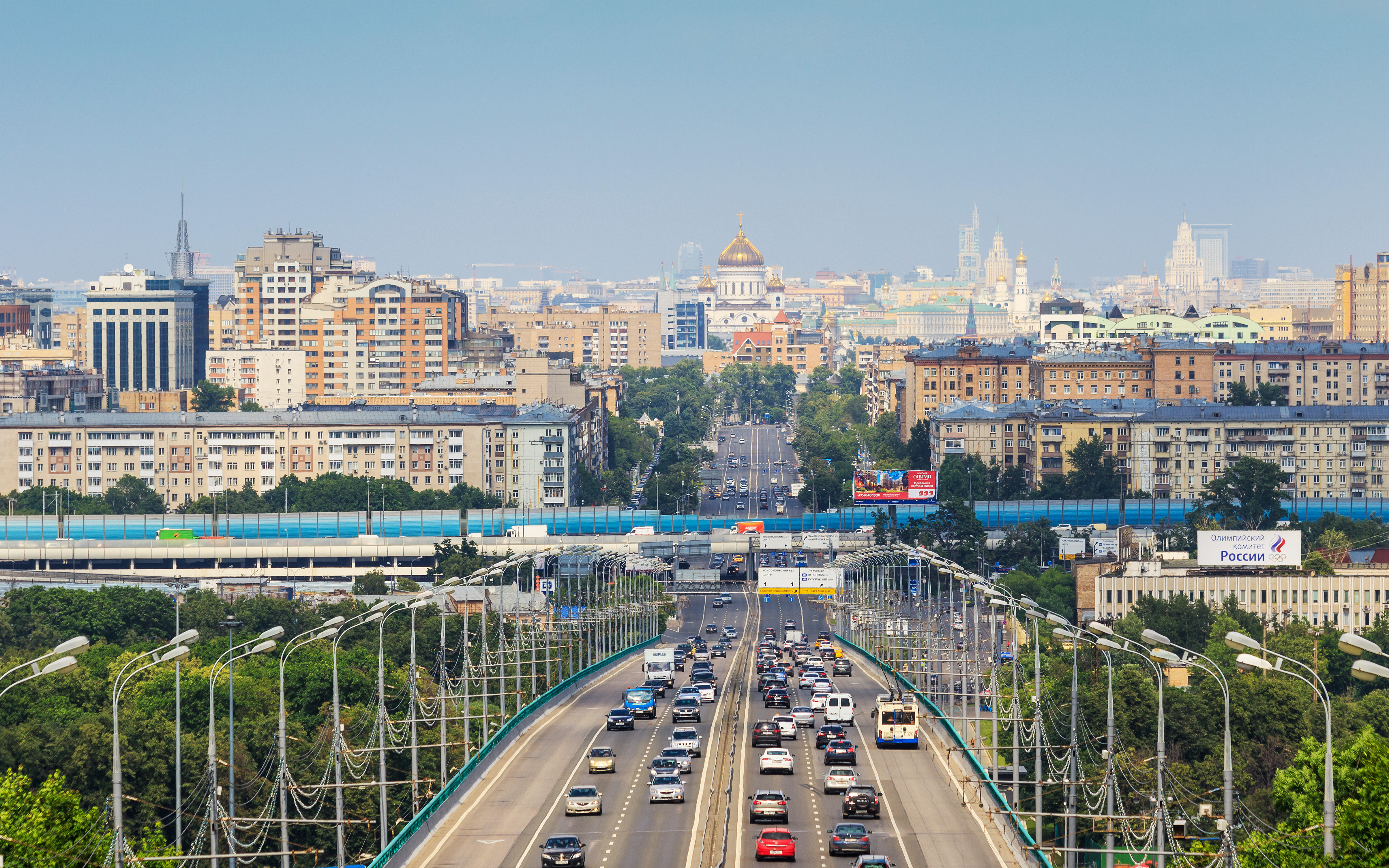
Москва, перспектива Лужнецкого метромоста и Комсомольского проспекта

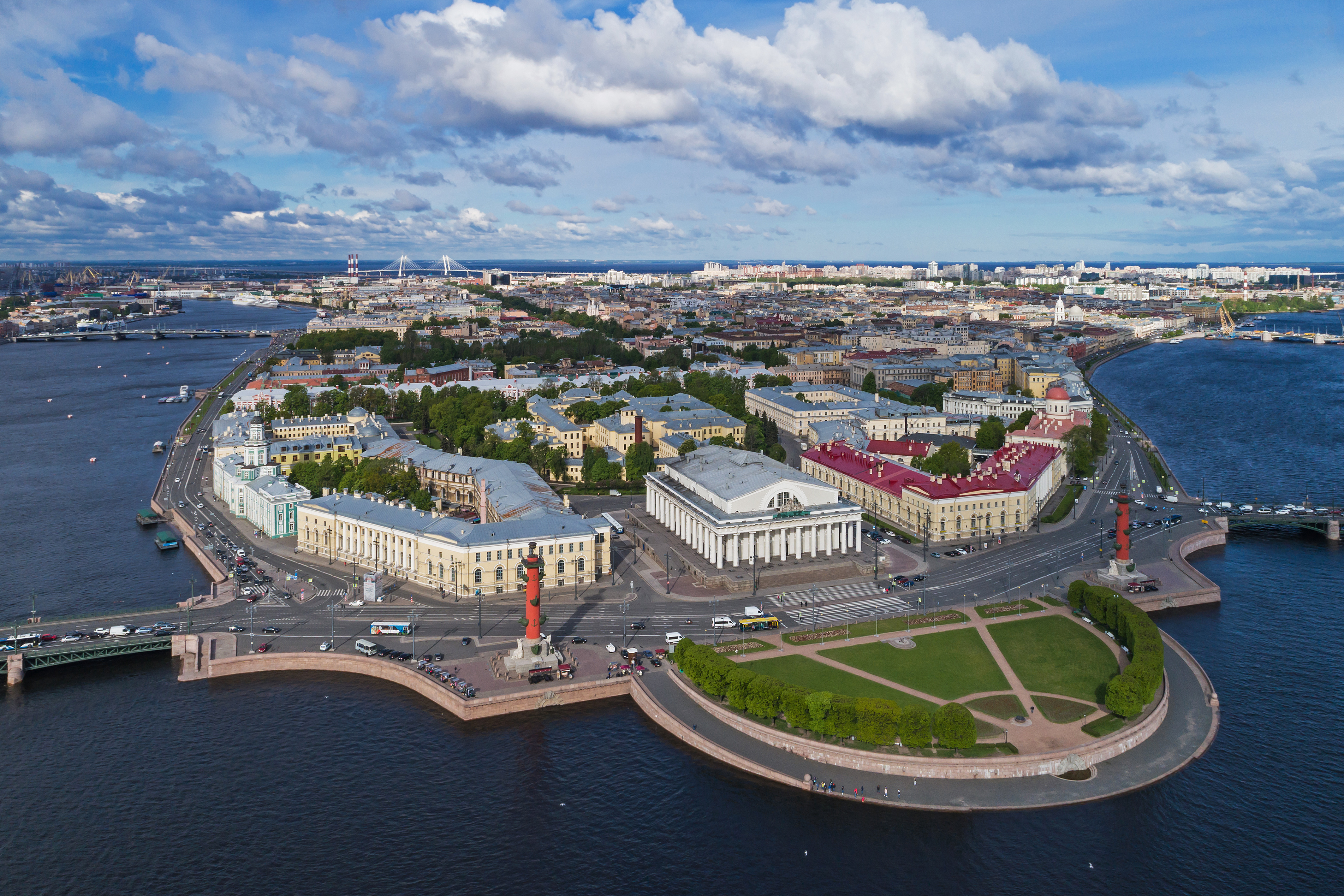
Санкт-Петербург, Васильевский остров

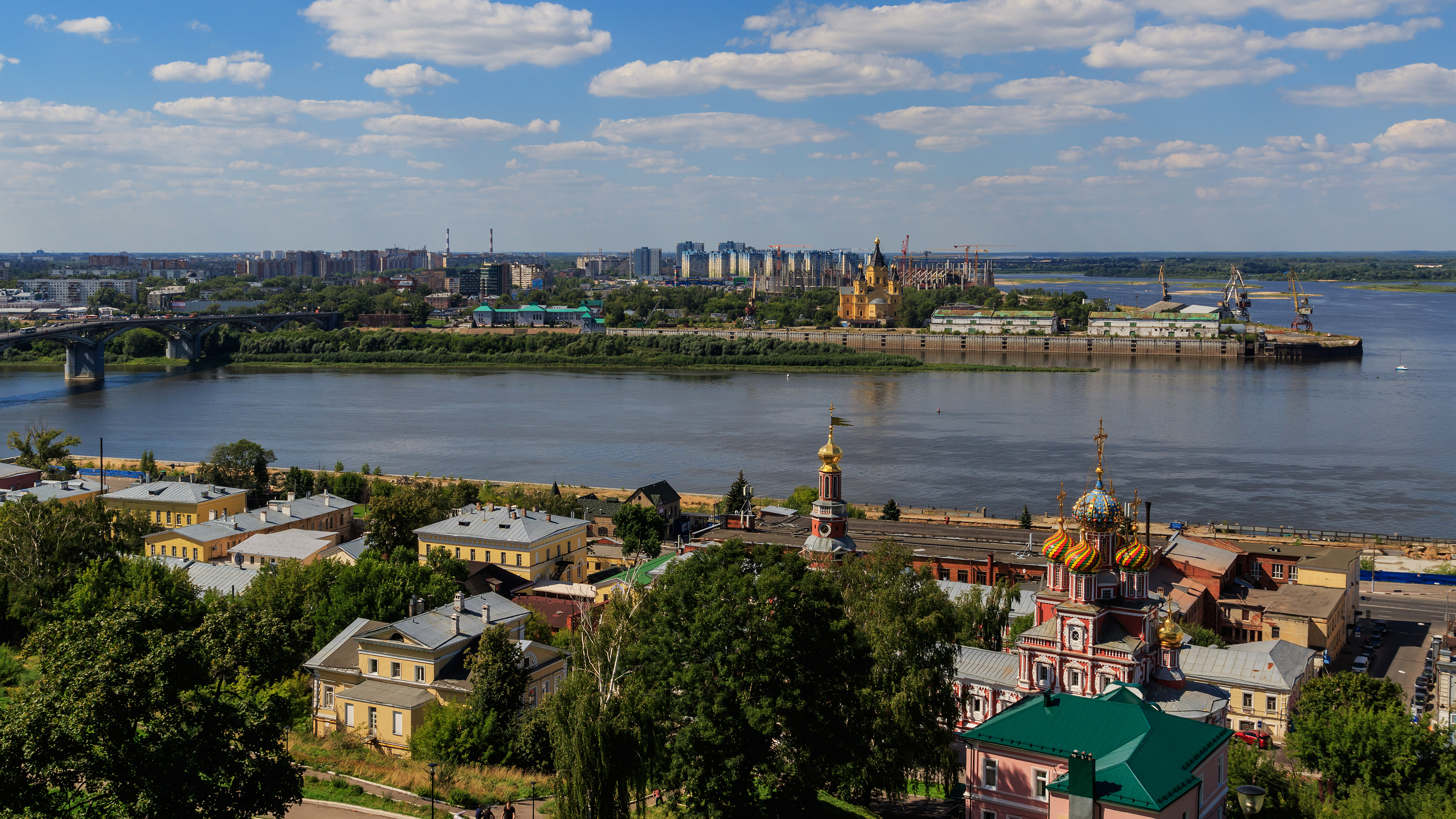
Нижний Новгород, Рождественская церковь и стрелка

В 1990-х годах в Российской Федерации было свыше 1030 городов, в которых проживало 73 % населения, на 2012 год в 1092 городах России проживало 106,1 млн человек (74 % населения).
В России статус города определяется в составе статьи 65 главы 3 «Федеративное устройство» её Конституции и актов законодательства её субъектов об административно-территориальном устройстве соответствующих субъектов. При этом выделяется три типа её городов: федерального, регионального (областного, краевого, республиканского, окружного и так далее) и районного значения. Так, например, в Волгоградской области для признания населённого пункта городом районного значения необходимо выполнение следующих условий: население не менее 10 тысяч человек; из которых рабочие, служащие и члены их семей должны составлять не менее 85 % (формальные критерии); поселение должно являться промышленным и культурным центром (оценочный критерий). Соответственно, для городов областного подчинения требования выше.
Однако данные требования не являются жёсткими, а несоответствие населённого пункта какому-либо из критериев (в первую очередь, формальным, особенно по количеству жителей) после получения статуса города не несёт за собой автоматическую потерю статуса, поскольку для этого требуется принятие соответствующего нормативного правового акта (областного закона).
Многие российские города (208 из 1092 на 2012 год) сохраняют свой статус при населении менее 12 тысяч человек.
Например, город Серафимович Волгоградской области на 2013 год имел население лишь около 9300 человек.
Статус города может соответствовать интересам каких-либо политических сил, например — столица Ингушетии Магас — самый маленький город России, являющийся административным центром субъекта Федерации, являться данью истории города или его культуре, например — город Чекалин, самый маленький город России до придания статуса города Иннополису, Верхотурье, Верхоянск.
Их статус города связан с историческими факторами и изменением численности населения.
В то же время в России имеется чуть менее 200 сельских населённых пунктов, а также чуть более 200 посёлков городского типа с населением более 10 тысяч человек.

## Строение города
Города обыкновенно разделены на районы или округа. Те, в свою очередь, делятся на микрорайоны или кварталы, которые состоят из отдельных зданий.
Кварталы имеют четыре стороны, каждая из которых примыкает к какой-нибудь улице (большие из них называются проспектами или авеню, а малые — переулками). Внутренняя сторона квартала обыкновенно называется двором.
Проезжая часть улиц служит для перемещения транспорта, а тротуары предназначены для пешеходов. Традиционно улицы в центре города сходились к некоторой незастроенной площади (форум).
Здания в городах делятся на жилые и общественные, помимо которых существуют промышленные постройки.
Исторические центры городов — как правило, районы, из которых возникли эти города. Они являются старейшими архитектурными ансамблями, и там находятся самые главные архитектурные памятники, которые сыграли важную роль в социальной, экономической и культурной жизни в течение всего развития городов.
Каждый город имеет юридическую (административную) границу, или городскую черту, но по мере роста числа жителей застройка городского типа выходит за пределы юридической границы сначала вдоль главных радиальных дорог, а потом начинает заполнять промежутки между ними, поглощая города-спутники и близлежащие села. Несоответствие между юридической и фактической границами осложняет управление городским хозяйством. Городская администрация вынуждена обеспечивать транспортом и коммунальными услугами не только жителей города в его административных границах, но и людей, проживающих в пригородах, но ежедневно приезжающих на работу в город. Маятниковые миграции требуют значительных вложений в транспортную инфраструктуру — строительство новых магистралей, в том числе в исторической части города, транспортных развязок, линий скоростного транспорта. Решение этой проблемы может быть найдено путём совместного участия в городских расходах жителей города и пригородов или путём расширения административной границы города.

## Факторы развития городов
Положение на пересечении главных национальных или международных торговых путей своего времени способствовало в разное время развитию таких городов, как Генуя, Венеция, Париж, Амстердам, Великий Новгород, Данциг.
Также имело значение расположение месторождений полезных ископаемых. Так, металлургия, заложившая основы для создания массовых производств, зародилась там, где месторождения каменного угля и железной руды были размещены близко друг от друга. Это, например, стимулировало бурное развитие городов Рурской области (Эссен, Дуйсбург) в Германии в XIX веке.

## Экология городов

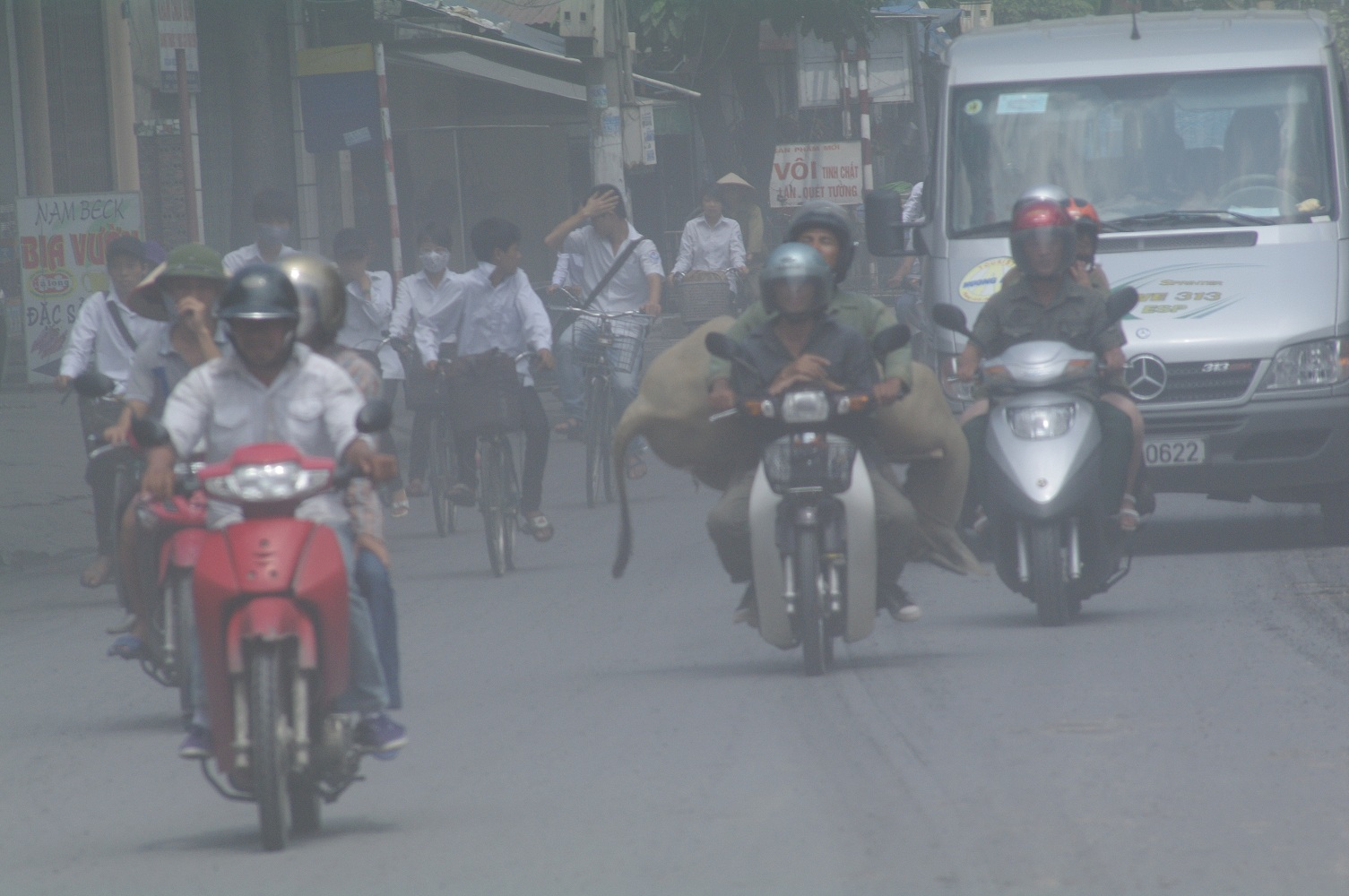
Смог во вьетнамском городе

В городах формируется особый микроклимат. Температура воздуха в городах всегда несколько превышает среднюю температуру окружающей местности. Нагревание городской атмосферы происходит из-за сгорания топлива, отопления зданий и последующей отдачи ими тепла. В городах раньше тает снег, зеленеют растения, часто перелётные птицы, обычно зимующие в других краях, «забывают» о своих инстинктах и остаются на зиму в городе.
Города являются важнейшими источниками загрязнения окружающей среды как за счёт промышленного производства, так и за счёт автомобильного транспорта. Жилая застройка снижает скорость ветра, что способствует концентрации загрязняющих веществ в воздухе. Разрастание городской территории и пригородных поселений ведёт к сокращению ценных сельскохозяйственных угодий, лесов.
В докладе «Хабитат» — программы ООН по населённым пунктам, — опубликованном в 2012 г., содержится призыв к уменьшению выбросов парниковых газов в городах. Для этого предлагается:
- проводить мероприятия по энергосбережению;
- развивать общественный транспорт в противовес личным автомобилям;
- строить многоэтажные здания, так как территории с наиболее плотной застройкой имеют более низкий уровень выбросов парниковых газов в расчёте на человека[22].

Созданный британской компанией «Фостер и партнёры» проект города, расположенного в эмирате Абу-Даби Объединённых Арабских Эмиратов, который называется «Инициатива Масдар», предполагает возведение первого в мире города, обеспечиваемого солнечной энергией, другими возобновляемыми источниками энергии и имеющего устойчивую экологическую среду с минимальными выбросами углекислого газа в атмосферу, а также системой полной переработки отходов городской деятельности.